# Mečeříž
Mečeříž település Csehországban, a Mladá Boleslav-i járásban. Mečeříž Kostelní Hlavno, Sedlec, Dolní Slivno, Kochánky, Sudovo Hlavno és Tuřice településekkel határos. Lakosainak száma 568 fő (2024. január 1.).

## Népesség
A település lakosságának változását az alábbi diagram mutatja:
| Lakosok száma | 527  | 649  | 684  | 521  | 416  | 465  | 479  | 531  | 540  | 568  |
|               | 1869 | 1900 | 1921 | 1961 | 1980 | 2011 | 2016 | 2019 | 2021 | 2024 |